# Rhinolophus gorongosae
Rhinolophus gorongosae (підковик Горонгоський) — таксон рукокрилих родини Підковикові (Rhinolophidae).
Таксон запропоновано згрупувати з Rhinolophus simulator

## Опис
R. gorongosae подібний до R. landeri, але відрізняється на основі послідовностей mtDNA, а також характеристик акустичних, носового листа й бакулуму.
Дослідження проведені пізніше вказують на те, що при описі нового виду було допущено помилки секвенування

## Поширення
Ендемік Мозамбіку.

## Етимологія
Видовий епітет вказує на те, що типовий зразок походить з національного парку Горонгоса, центральний Мозамбік.